# Кабуд-Кола
Кабуд-Кола (перс. كبودكلا) — село в Ірані, у дегестані Дабуй-є Джонубі, у бахші Дабудашт, шагрестані Амоль остану Мазендеран. За даними перепису 2006 року, його населення становило 787 осіб, що проживали у складі 190 сімей.

## Клімат
Середня річна температура становить 17,17 °C, середня максимальна – 30,89 °C, а середня мінімальна – 3,86 °C. Середня річна кількість опадів – 883 мм.
| Клімат поселення                              | Клімат поселення | Клімат поселення | Клімат поселення | Клімат поселення | Клімат поселення | Клімат поселення | Клімат поселення | Клімат поселення | Клімат поселення | Клімат поселення | Клімат поселення | Клімат поселення | Клімат поселення |
| Показник                                      | Січ.             | Лют.             | Бер.             | Квіт.            | Трав.            | Черв.            | Лип.             | Серп.            | Вер.             | Жовт.            | Лист.            | Груд.            |                  |
| Середній максимум, °C                         | 11,86            | 12,14            | 15,40            | 21,09            | 24,50            | 27,78            | 30,71            | 30,89            | 28,04            | 23,32            | 18,12            | 13,96            |                  |
| Середня температура, °C                       | 7,85             | 8,15             | 11,39            | 17,10            | 20,49            | 23,78            | 26,10            | 26,30            | 23,40            | 18,70            | 13,50            | 9,34             |                  |
| Середній мінімум, °C                          | 3,86             | 4,14             | 7,40             | 13,10            | 16,50            | 19,77            | 21,46            | 21,64            | 18,80            | 14,08            | 8,88             | 4,72             |                  |
| Норма опадів, мм                              | 95               | 72               | 61               | 29               | 25               | 23               | 23               | 53               | 96               | 154              | 133              | 119              |                  |
| Середньомісячна швидкість вітру, м/с          | 2.10             | 2.50             | 2.49             | 2.34             | 2.40             | 2.83             | 2.65             | 2.17             | 2.04             | 1.88             | 1.98             | 2.09             |                  |
| Середньомісячна сонячна радіація, кДж/м²·день | 8225             | 10325            | 12412            | 15692            | 19917            | 21800            | 21534            | 18692            | 15403            | 11970            | 9509             | 7740             |                  |
| --------------------------------------------- | ---------------- | ---------------- | ---------------- | ---------------- | ---------------- | ---------------- | ---------------- | ---------------- | ---------------- | ---------------- | ---------------- | ---------------- | ---------------- |
| Джерело:                                      |                  |                  |                  |                  |                  |                  |                  |                  |                  |                  |                  |                  |                  |